# Dorothee Golz
Dorothee Golz (* 1960 in Mülheim an der Ruhr) ist eine deutsch-österreichische Plastikerin.

## Leben und Wirken

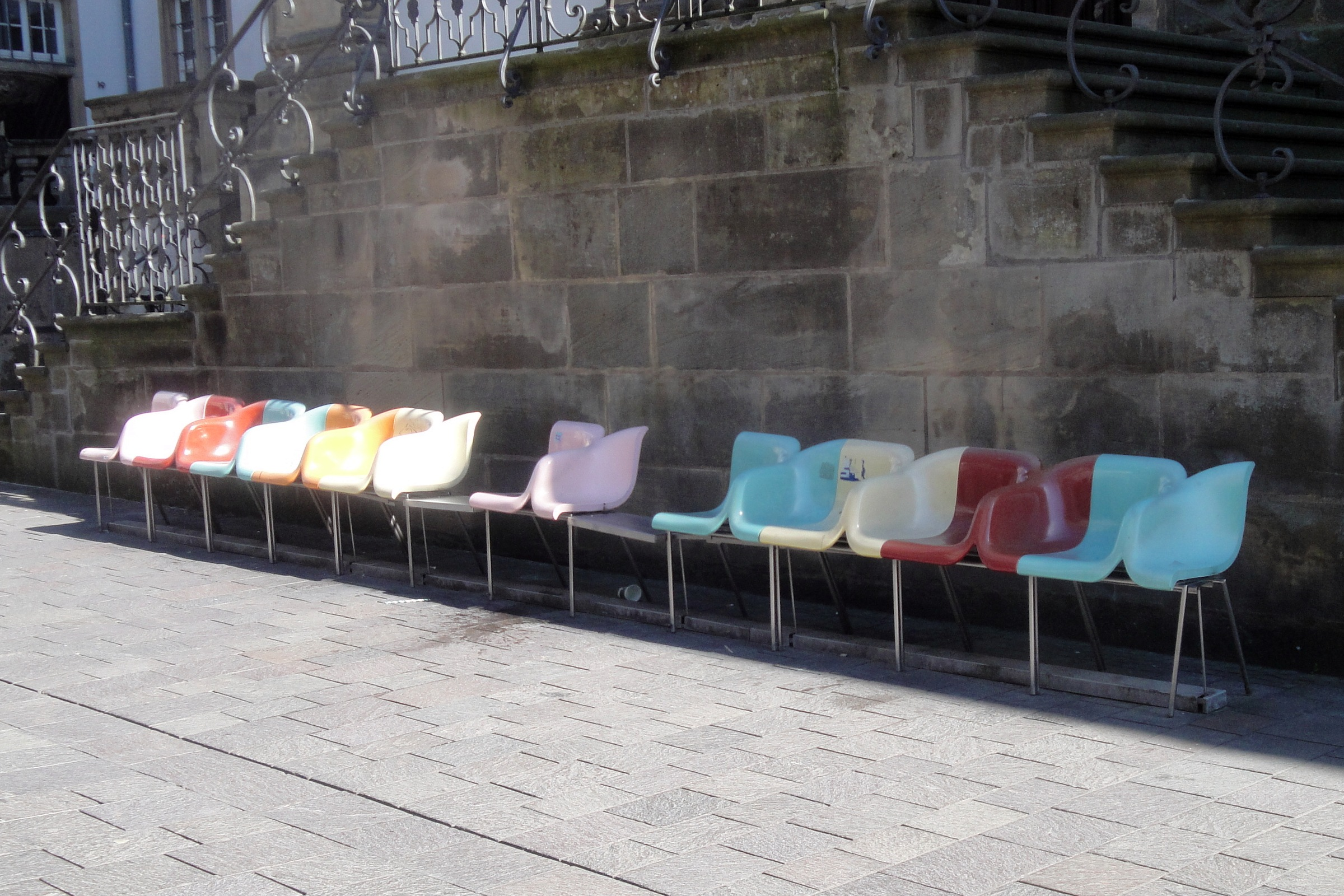
„Chairs to Share“ von Dorothee Golz in Paderborn

Dorothee Golz absolvierte von 1980 bis zum Diplom 1986 die École Supérieur des Arts Décoratifs de Strasbourg und studierte parallel dazu (von 1981 bis 1985) Kunstgeschichte und Ethnologie an der Albert-Ludwigs-Universität Freiburg. Seit 1988 lebt und arbeitet sie in Wien.
2004 bis 2005 war Dorothee Golz Gastprofessorin für dreidimensionales Gestalten an der Technischen Universität Wien und 2013 bis 2014 Gastprofessorin für Rauminterventionen an der Universität für künstlerische und industrielle Gestaltung Linz.
Internationale Bekanntheit erreichte Golz 1997 durch die Teilnahme an der documenta X in Kassel, auf der sie die Skulptur Hohlwelt (1996) zeigte. Neben Skulpturen und Kleinplastiken sind Fotografie und Zeichnung ihre wichtigsten Ausdrucksmedien.
Eine bekannte Fotoserie von Dorothee Golz ist Digitale Gemälde. Golz nutzt für diese Serie klassische Porträts der Renaissance und verwendet die Gesichter, um sie in zeitgenössische Fotografien einzufügen.

## Auszeichnungen (Auswahl)
- 1989: Förderpreis „Junge Kunst im Ruhrgebiet“, Städtisches Museum Gladbeck
- 1992 und 1999: Ruhrpreis für Kunst und Wissenschaft
- 1999: Kulturpreis der Sparkassen-Kulturstiftung Rheinland